# Wołczkowo
Wołczkowo (do 1945 niem. Völschendorf) – wieś w województwie zachodniopomorskim, w powiecie polickim, w gminie Dobra (Szczecińska). Leży na skraju Puszczy Wkrzańskiej u podnóża wału morenowego, tzw. Wału Bezleśnego, rozciągającego się na przestrzeni kilkunastu kilometrów – od Bezrzecza do brzegu Odry w Siadle Dolnym; ok. 3 km na zachód od szczecińskiego osiedla Głębokie.
Według danych urzędu gminy z 30 czerwca 2008 wieś miała 1119 zameldowanych mieszkańców.
Sołectwo Wołczkowo stanowi jedynie wieś Wołczkowo.

## Historia
Stara słowiańska wieś z zachowanym owalnicowym układem ulic. Wzmiankowana w 1285 roku w dokumentach franciszkańskiego klasztoru św. Jana w Szczecinie jako służebna wieś rolnicza (gł. hodowla bydła, koni, owiec i trzody chlewnej). W 1724 przeszła na własność rady miejskiej Szczecina.
Po zakończeniu II wojny światowej wieś początkowo nosiła nazwę Wilczkowo, nazwę Wołczkowo wprowadzono urzędowo rozporządzeniem Ministrów Administracji Publicznej i Ziem Odzyskanych z dnia 1 lipca 1947 roku.

### Przynależność administracyjna
- 1815–1866: Związek Niemiecki, Królestwo Prus, prowincja Pomorze
- 1866–1871: Związek Północnoniemiecki, Królestwo Prus, prowincja Pomorze
- 1871–1918: Cesarstwo Niemieckie, Królestwo Prus, prowincja Pomorze
- 1919–1933: Rzesza Niemiecka (Republika Weimarska), kraj związkowy Prusy, prowincja Pomorze
- 1933–1945: III Rzesza, prowincja Pomorze
- 1945–1975: Polska, województwo szczecińskie
- 1975–1998: Polska, województwo szczecińskie
- 1999 – teraz: Polska, województwo zachodniopomorskie, powiat policki, gmina Dobra

### Zabytki

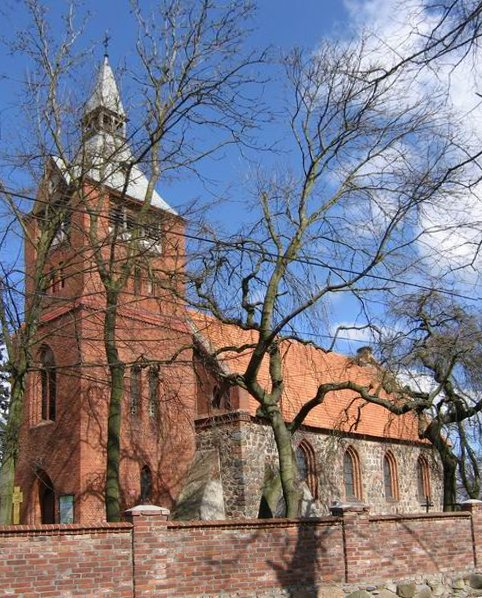
Kościół (widok z płd.-zach.)

- XIII-wieczny kościół pw. Matki Boskiej Szkaplerznej zbudowany z granitowych ciosów z barokowym ołtarzem z XVIII wieku, przebudowany w 1865, z dobudowaną w roku 1900 wieżą[8]. Przed 1945 rokiem był to kościół luterański, funkcjonujący jako kościół wiejski (w 1925 r. wyznania protestanckiego było ponad 98% mieszkańców miejscowości)[9].

### Demografia
Ogólna liczba mieszkańców:
- 1925 – 506 mieszkańców[10]
- 1933 – 537 mieszkańców[10]
- 1939 – 542 mieszkańców[10]
- 2003-12 – 703 mieszkańców[4]
- 2004-12 – 831 mieszkańców[4]
- 2005-12 – 876 mieszkańców[4]
- 2006-12 – 967 mieszkańców[4]
- 2007-12 – 1078 mieszkańców[4]
- 2008-06 – 1119 mieszkańców[4]

## Turystyka
Przez wieś prowadzi  Szlak „Puszcza Wkrzańska”.

### Komunikacja
Miejscowość skomunikowana ze Szczecinem, przez nią kursują 3 linie autobusowe: 221, 225 i 227. Obsługiwane przez PKS Szczecin